# Budureasa
Budureasa is een Roemeense gemeente in het district Bihor.
Budureasa telt 2669 inwoners.